# Willow Nightingale
Danielle Paultre (North Valley Stream, estado de Nueva York, 25 de enero de 1994), más conocida por su nombre de ring Willow Nightingale, es una luchadora profesional estadounidense que actualmente trabaja en All Elite Wrestling (AEW). También se presenta para el socio de AEW, New Japan Pro-Wrestling (NJPW), donde fue la Campeona inaugural de Mujeres Fuertes.
Además de su trabajo en AEW y NJPW, Nightingale es conocida por su paso por Ring of Honor, Consejo Mundial de Lucha Libre y Shimmer Women Athletes, compitiendo por campeonatos en ambas promociones..

## Carrera deportiva

### Circuito independiente (2015-presente)
Paultre fue entrenado por Mike Mondo en la escuela New York Wrestling Connection (NYWC) en Deer Park, Nueva York. El 27 de febrero del 2015, Paultre, bajo el nombre de ring Willow Nightingale, hizo su debut en la lucha libre profesional en el evento We Can Do It de NYWC, perdiendo ante Sammy Pickles. Un año después de su debut, Nightingale ganó el NYWC Starlet Championship. El 21 de noviembre de 2018, en el evento Volumen 108 de Shimmer Women Athletes, Nightingale se enfrentó sin éxito a Dust for the Heart of Shimmer Championship. Después de poseer el NYWC Starlet Championship desde febrero de 2016, Nightingale perdió el título ante Kris Statlander el 23 de febrero del 2019. Nightingale recuperó el NYWC Starlet Championship el 25 de enero de 2020, derrotando a la entonces campeona Tina San Antonio en un Steel Cage Match. El 26 de febrero de 2022, Nightingale derrotó a Johnny Radke, Dino Might y John Silver en una lucha a cuatro esquinas para ganar el NYWC Fusion Championship.

### All Elite Wrestling (2021-presente)
El 3 de mayo de 2021, Nightingale hizo su debut en All Elite Wrestling (AEW), compitiendo en AEW Dark: Elevation perdiendo contra Thunder Rosa. El 8 de abril del 2022, en AEW Rampage, Nightingale participó en el torneo de la Copa Owen Hart, perdiendo ante Red Velvet durante un encuentro de lucha de clasificación. El 17 de junio, en Road Rager, Nightingale desafió a Jade Cargill en un combate por el Campeonato TBS de AEW, que Willow perdió. Nightingale volvió a desafiar por el campeonato en Battle of the Belts IV, perdiendo una vez más. En el episodio del 21 de octubre de Rampage, se anunció que Nightingale había firmado con AEW.
El 2 de junio de 2023, Nightingale defendió el Campeonato de Mujeres Fuertes contra Emi Sakura en AEW Rampage, marcando la primera vez que se defendió ese título fuera de NJPW. El 17 de junio, en el episodio de estreno de Collision, Nightingale se asoció con Skye Blue para derrotar a Ruby Soho y a la Campeona Mundial Femenina de AEW, Toni Storm. En el episodio del 24 de junio de Collision, Nightingale compitió en el Torneo Femenino de la Fundación Owen Hart, derrotando a Nyla Rose en los cuartos de final del torneo.  El 25 de junio en Forbidden Door, Nightingale desafió sin éxito a Storm por el Campeonato Mundial Femenino de AEW.

### Ring of Honor (2021-presente)
El 6 de junio de 2021, Nightingale hizo su debut en Ring of Honor (ROH) en el programa de miércoles de la División Femenina de ROH, donde derrotó a Alex Gracia. El 4 de agosto, Nightingale compitió en el torneo por el Campeonato Mundial Femenino de ROH para determinar la campeona inaugural, perdiendo ante Allysin Kay en la primera ronda. El 3 de diciembre, Nightingale derrotó a Mandy Leon para convertirse en la contendiente número uno por el Campeonato Mundial Femenino de ROH. El 11 de diciembre, en Final Battle, Nightingale desafió sin éxito a Rok-C por el Campeonato Mundial Femenino. Después de Final Battle, ROH hizo una pausa.
El 1 de abril de 2022, en Supercard of Honor, Nightingale se enfrentó a Mercedes Martínez por el Campeonato Mundial Femenino interino de ROH, pero fue derrotada. En el episodio del 6 de junio de Ring of Honor, Nightingale defendió con éxito el Campeonato de Mujeres Fuertes contra Rachael Ellering.

### New Japan Pro Wrestling (2023-presente)
El 27 de abril de 2023, New Japan Pro-Wrestling anunció que Nightingale competiría en un torneo de eliminación simple de cuatro equinas el 21 de mayo en Resurgence para coronar a la Strong Women's Champion inaugural. En Resurgence, Nightingale derrotó a Momo Kohgo en las semifinales y a Mercedes Moné en la final para convertirse en la primera Campeona de Mujeres Fuertes. Tuvo su primera defensa exitosa del título en el episodio del 2 de junio de Rampage, donde retuvo el título al derrotar a Emi Sakura. El 5 de julio, en la noche 2 del Día de la Independencia de NJPW, Nightingale perdió el título ante Giulia, poniendo fin a su reinado a los 45 días.

## Campeonatos y logros
- All Elite Wrestling
  - Women's Owen Hart Cup (2023)
  - AEW TBS Championship (1 vez)

- Chikara
  - Chikara Campeonatos de Parejas (1 vez, última) – con Solo Darling

- Consejo Mundial de Lucha Libre
  - Campeonato Mundial Femenil del CMLL (1 vez)

- New Japan Pro Wrestling
  - STRONG Women's Championship (1 vez, inaugural)
  - STRONG Women's Championship Tournament (2023)

- New York Wrestling Connection
  - NYWC Starlet Championship (3 veces)
  - NYWC Fusion Championship (1 vez)

- Queens of Combat
  - QOC Tag Team Championship (1 vez) – con Faye Jackson

- Women's Wrestling Revolution
  - Tournament for Tomorrow (2018) – con Solo Darling